# Foro Consultivo de Fiscales Generales y Directores de Acción Penal de la Unión Europea
El Foro Consultivo de Fiscales Generales y Directores de Acción Penal de la Unión Europea creado por impulso de la Presidencia española de la UE en mayo de 2010, sienta a los 27 Fiscales Generales o Directores de Acción Pública (dependiendo de las características de cada sistema) de cada uno de los Estados miembros con representantes de la Marco institucional de la Unión Europea (Comisión, Consejo y Parlamento) para que éstos puedan oír la opinión de las diversas Fiscalías al diseñar y definir la política criminal de la UE.

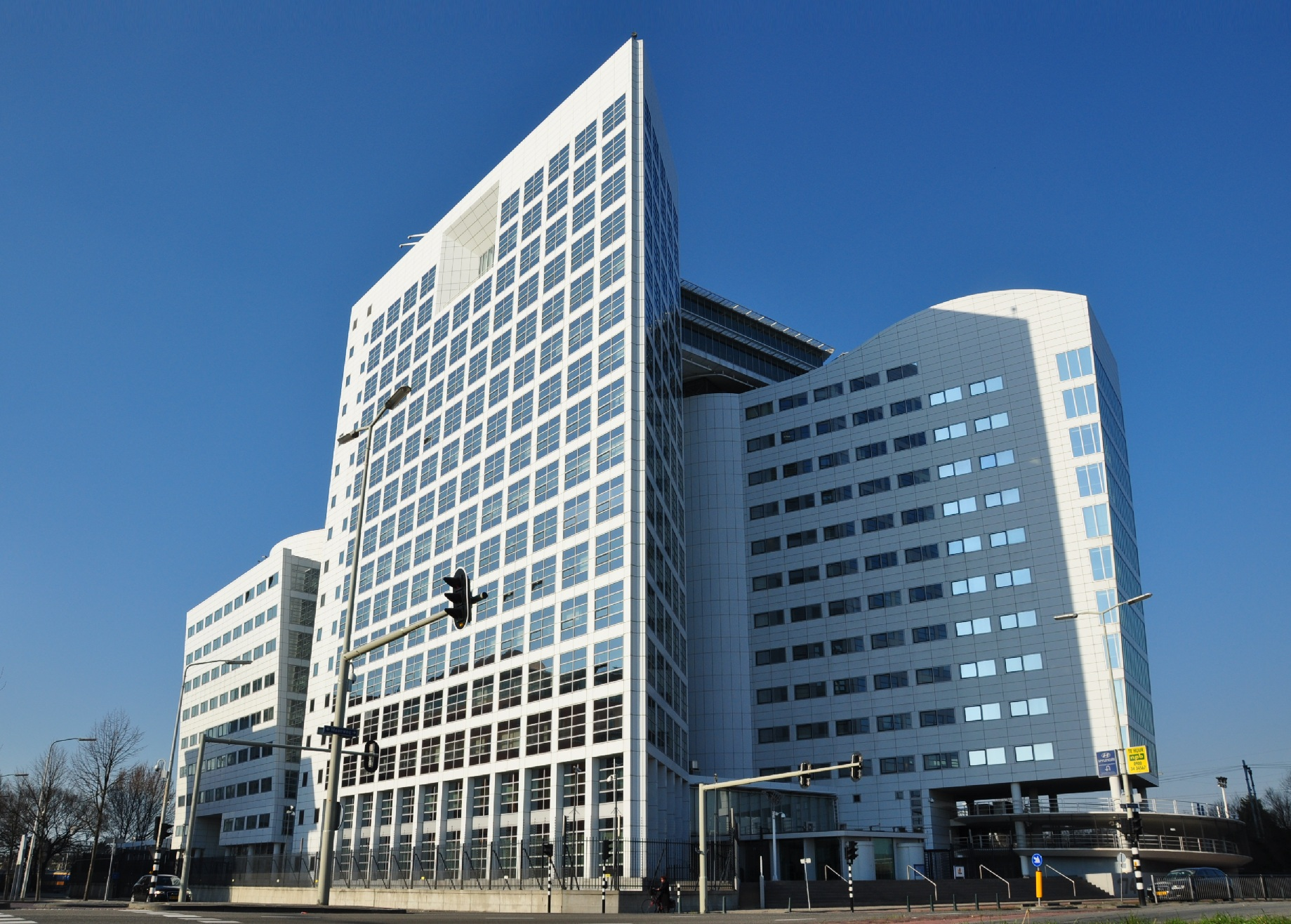
Sede de Eurojust y del Tribunal Penal Internacional en La Haya.

## Historia
El establecimiento de un Foro Consultivo de Fiscales Generales y Directores del Ministerio Público en los Estados miembros de la UE se consideró por primera vez en la Conferencia Eurojustice de Portoroz, en Eslovenia, en 2007, y se desarrolló en la Conferencia Eurojustice de Edimburgo en 2008.  Eurojustice era una red Europea de Fiscales Generales que tenía como objetivo fortalecer la cooperación mutua entre las Fiscalías de la Unión Europea, y que se disolvió en 2010, tras la creación del Foro.
En Portoroz la representación francesa apoyó firmemente la idea de la creación del Foro, propuesta por las Fiscalías española y eslovena, comprometiéndose a convocar una reunión preparatoria durante la Presidencia francesa. Eurojustice acordó seguir celebrando sus conferencias con el formato habitual, hasta que el Foro fuese constituido.
En Edimburgo, se adoptó el siguiente acuerdo: "La Conferencia Eurojustice, reunida en Edimburgo, como resultado de las reflexiones iniciadas en la Conferencia del año 2007 celebrada en Portoroz (Eslovenia) y consciente de la necesidad de ofrecer a las estructuras de la Unión Europea los puntos de vista de los Ministerios Públicos europeos, acoge la idea de crear un Foro para Fiscales Generales y Directores de Ministerios Públicos de los Estados miembros, para ofrecer a los encargados de establecer las políticas de la UE una base más amplia para definir las prioridades políticas y tendencias comunes en el campo de la justicia penal".
La reunión inicial preparatoria para la constitución del Foro de Fiscales Generales y Directores del Ministerio Público se llevó a cabo en septiembre de 2008, en París, convocada por la Presidencia francesa de la UE. En ella se diseñó la configuración del Foro como una organización destinada a establecer un vínculo entre las Fiscalías de los Estados miembros y las Instituciones de la Unión Europea, para posibilitar que en el diseño, implantación, desarrollo y evaluación de las políticas de la Unión Europea en materia penal (por ejemplo, orden europea de detención) se pudiese contar con el asesoramiento, opinión, apoyo y colaboración de las Fiscalías nacionales.  Se acordó seguir promoviendo la formación del Foro durante el año siguiente, recabando los apoyos necesarios, y formalizar su constitución durante la Presidencia española en el primer semestre de 2010.
La Presidencia española convocó efectivamente la reunión constitutiva del Foro, que tuvo lugar en Madrid, el 20 de mayo de 2010, presidida por el fiscal general español, Cándido Conde-Pumpido, promotor e impulsor del Foro, con la finalidad de proporcionar a las fiscalías nacionales participación en el diseño, desarrollo y aplicación de la política penal de la Unión Europea. En esta reunión se acordó la fundación del Foro Consultivo y celebrar las siguientes reuniones en La Haya con el apoyo de Eurojust. La Junta de Fiscales Generales de Bélgica, que ocuparía la siguiente Presidencia,  se ofreció a elaborar un documento sobre el "Propósito y Misión del Foro Consultivo", como base para la discusión en la siguiente reunión.

## Propósito y Misión
El objetivo principal del Foro Consultivo es reforzar la dimensión judicial y fiscal de la estrategia de la UE en el área de libertad, seguridad y justicia, promoviendo la participación activa de las autoridades nacionales de persecución penal que intervienen en el enjuiciamiento de las actividades delictivas concretas, en el diseño y evaluación de las políticas europeas en el ámbito penal.
En este contexto, los objetivos principales del Foro Consultivo son:
Con base en la experiencia práctica judicial, contribuir a las iniciativas legislativas que deben adoptarse a escala comunitaria en materia penal.
Permitir que los Fiscales Generales y Directores del Ministerio Público compartan experiencias y mejores prácticas en las áreas principales de la delincuencia grave y organizada (como la trata de seres humanos, el tráfico de drogas, el fraude y otros delitos que afectan a los intereses financieros de la UE), en el uso de procedimientos y técnicas de investigación, incluidas las normas en materia de prueba, y en el uso de instrumentos de cooperación judicial en general e instrumentos europeos en particular (por ejemplo, la orden de detención europea, las solicitudes de asistencia judicial, etc).
Sobre la base de las experiencias compartidas y la evaluación en la práctica de la efectividad de los instrumentos de cooperación europea, efectuar aportaciones concretas a la política penal y a la seguridad interior de la UE, en especial a Eurojust, y al Comité Permanente de Cooperación Operativa en Seguridad Interior (COSI).

## Funcionamiento: principios rectores
Para lograr mejor sus objetivos, el Foro Consultivo decidió funcionar como una estructura de diálogo informal y flexible. El Foro se reúne al menos una vez al año, por invitación del representante del Estado miembro que ejerza la Presidencia de la UE.  Para garantizar la continuidad de los trabajos del Foro se creó un consejo compuesto por los Estados miembros del Trío que ostenta la presidencia.

## Apoyo de Eurojust
Salvo la reunión constitutiva de Madrid, y desde la reunión celebrada bajo la Presidencia belga de la UE (16 de diciembre de 2010), las reuniones del Foro Consultivo son acogidas por Eurojust en su sede de La Haya. Además del apoyo administrativo, financiero y de secretaría, Eurojust ofrece una aportación sustancial a la preparación de las reuniones del Foro Consultivo.

## Actividades

### Reunión constitutiva. Presidencia española.
Se celebró en Madrid, el 20 de mayo de 2010, en la sede de la Fiscalía General del Estado, participando en su inauguración la vicepresidenta primera del Gobierno, María Teresa Fernández de la Vega, el ministro de Justicia, Francisco Caamaño,  el presidente de Eurojust, Aled Williams y el fiscal general. Se hizo coincidir la constitución del Foro Consultivo de los fiscales generales y directores de Acción Penal, con la reunión de la Red de Fiscales Generales de los Tribunales Supremos de la Unión Europea.
La vicepresidenta lo definió como "Un foro para avanzar hacia una Europa mejor, más cohesionada, más justa y más segura. Creo que es lo que nos demanda una ciudadanía que ha depositado en nuestras manos la salvaguarda de su libertad y la garantía de su seguridad". El fiscal general español, Cándido Conde-Pumpido, principal promotor del Foro,  señaló que los fiscales pueden aportar a ese Foro consultivo, "desde la médula de la realidad social, experiencias y criterios" que ayuden a mejorar "por la ley, y desde la ley", la base jurídica para la convivencia que se conoce como "ciudadanía europea". "Si la amenaza se cierne sobre Europa, sobre sus valores o sobre su moneda, sobre su sentido integral de la democracia o sobre el bienestar de sus ciudadanos, la respuesta sólo puede venir de Europa. De Europa como entidad real y como fuerza propia, no como mera sindicación de esfuerzos locales", concluyó el fiscal general español.

### Segunda reunión. Presidencia belga.
Se celebró bajo la Presidencia belga de la UE el 16 de diciembre de 2010,  en la sede de Eurojust en  La Haya. Se dedicó principalmente a discutir el mandato y el funcionamiento del Foro, conforme al modelo impulsado por la Fiscalía General del Estado y por la Presidencia española de la Unión, durante reunión constitutiva del 20 de mayo.
En la reunión de La Haya del 16 de diciembre se definieron los principios y objetivos de este Foro. En esencia, el Foro Consultivo busca reforzar la dimensión judicial de la política de seguridad interior de la UE, llevando la voz de los Ministerios Públicos europeos –y, por tanto, del ámbito del proceso penal- a quienes tienen la responsabilidad en las Marco institucional de la Unión Europea de concretar las políticas criminales en el área de la justicia penal; así como, en línea con la necesidad manifestada por el Plan de Acción del Programa de Estocolmo de desarrollar una verdadera Estrategia de Justicia Penal, contribuir al desarrollo de nuevas iniciativas legislativas en materia penal tomadas a nivel europeo. En la delegación española, junto al fiscal general del Estado, Cándido Conde-Pumpido, participó Jorge Espina, fiscal de Cooperación Internacional de la Secretaría Técnica.
Las Presidencias húngara y polaca anunciaron su intención de convocar el Foro durante sus respectivos periodos en 2011.

### Tercera reunión. Presidencia húngara.
La tercera reunión del Foro Consultivo se celebró el 23 de junio de 2011, bajo la Presidencia húngara.  Fue la primera convocada para debatir temas de interés directo: la lucha contra la corrupción y el proyecto de Directiva sobre la Orden Europea de Investigación. El fiscal general de Estado Cándido Conde-Pumpido ostentó la representación española, y aprovechó la visita a La Haya para reunirse con Moreno Ocampo, fiscal de la Corte Penal Internacional, que comparte sede con Eurojust, y reforzar la cooperación entre las dos Fiscalías.

La constitución de este Foro de Fiscales Generales de la UE, parte de la idea de
corregir la casi absoluta falta de presencia e influencia de las Fiscalías de
los Estados miembros en el diseño de los planes europeos que van conformando el
espacio de libertad, seguridad y justicia.

### Cuarta reunión. Presidencia polaca.
Se celebró el 16 de diciembre de 2011, bajo la Presidencia polaca. Los temas principales de la reunión fueron: retos para la investigación y persecución de los delitos que afectan a los intereses financieros de la UE, los aspectos judiciales de la protección de testigos como una herramienta importante en la lucha contra el crimen organizado, y la propuesta de Directiva sobre el derecho de acceso a un abogado en los procesos penales.   La representación española corrió a cargo de la Fiscal de Sala de la Unidad de Cooperación Internacional, Rosana Morán.

El Foro convocado bajo presidencia polaca se inició con el agradecimiento tanto por parte del fiscal general polaco, que presidía la sesión, como del presidente de Eurojust, Aled Williams, a la figura del fiscal general español saliente, Cándido Conde-Pumpido, principal promotor del Foro, que ese mismo día cesaba en su cargo en España.

### Reunión de Bruselas con la Comisión Europea.
En el primer semestre del año, la presidencia danesa, como había anunciado, no convocó la reunión oficial del Foro. En sustitución se celebró el 26 de junio de 2012, en Bruselas, una reunión de Fiscales Generales de los Estados miembros con la Comisión Europea, reunión convocada por Vivian Reding, vicepresidenta de la Comisión y Comisaría de Justicia. El encuentro se enmarcó en las rondas de contactos para preparar las próximas modificaciones legislativas en el ámbito de la lucha contra los intereses financieros de la UE y en relación con la propuesta para establecer una Fiscalía Europea. La Comisaría anunció que la propuesta legislativa sobre los intereses financieros se presentaría de modo inmediato en el mes de julio, mientras que la propuesta relativa al establecimiento de la Fiscalía Europea se prevé sea presentada a lo largo de 2013.
En la reunión, en la que estuvieron también presentes representantes del Parlamento Europeo y del Consejo de la Unión, así como Eurojust, los Fiscales Generales presentaron las particularidades de sus sistemas en relación con la lucha contra el fraude y la protección de los intereses financieros europeos, así como su visión acerca del modelo de Fiscalía Europea más adecuado a las necesidades actuales y más acorde a las estructuras existentes.
El nuevo fiscal general español Eduardo Torres-Dulce presentó su posición, en línea con los trabajos preparatorios que sobre la materia se han venido realizando por la Fiscalía española desde 2008, y reiteró el apoyo a la idea de una Fiscalía Europea como mejor modo de solventar las dificultades actuales en la lucha contra el fraude comunitario.

### Quinta Reunión. Presidencia de Chipre.
La quinta reunión del Foro Consultivo  (Consultative Forum of Prosecutors General and Directors of Public Prosecutions of the Member States of the European Union) tuvo lugar en Eurojust el 14 de diciembre de 2012. La reunión fue presidida, en representación de la Presidencia chipriota, por Petros Clerides, fiscal general de la República de Chipre.
En el orden del día se incluyó la lucha contra los delitos que afectan a los intereses financieros de la UE y mejorar la cooperación judicial y el reconocimiento mutuo en el congelamiento y decomiso de activos de origen delictivo. Se debatió el impacto del proyecto de Directiva relativa a la protección de los Intereses Financieros de la Unión mediante el Derecho penal y las funciones respectivas de la Unión Europea, Eurojust y los Estados miembros. Además, los problemas de la recuperación de activos, el uso de los instrumentos de la UE, y de la Directiva sobre decomiso de productos de delitos en la Unión Europea.

### Sexta Reunión. Presidencia de Irlanda.
El 26 de abril de 2013 se celebró en La Haya la reunión semestral del Foro Consultivo de Fiscales Generales de la Unión Europera, convocada por la directora de Acción Pública de Irlanda y que contó con el apoyo de Eurojust.
La delegación española estuvo presidida por el fiscal general, Eduardo Torres-Dulce, acompañado de un fiscal de la Unidad de Cooperación Internacional. En el Foro participaron 27 fiscalías de la UE, así como Eurojust, la Comisión Europea, la Secretaría del Consejo de la Unión y el Parlamento Europeo.
La reunión estuvo precedida por Talleres de Trabajo acerca de las modalidades prácticas de la implantación de una Fiscalía Europea.Se prevé la presentación por la Comisión Europea, de una propuesta legislativa para el establecimiento de la Fiscalía Europea, antes del fin de la Presidencia Irlandesa.
La parte central del encuentro se dedicó a la Fiscalía Europea. También fue objeto de atención la reciente Directiva 2012/29/UE sobre derechos, apoyo y protección de las víctimas de delitos; así como la protección de datos en el proceso penal.
Las conclusiones del Foro serán trasladadas a las Marco institucional de la Unión Europea, a fin de dejar constancia de la opinión de los máximos responsables de los ministerios públicos de la UE.

### Séptima Reunión. Presidencia Lituana.
En diciembre de 2013 el fiscal general del Estado español, Eduardo Torres-Dulce, participó en la reunión semestral del Foro Consultivo de Fiscales Generales y Directores de Acción Pública de la Unión Europea, convocado bajo la presidencia lituana por el fiscal general de dicho país y celebrada en la sede de Eurojust en La Haya.
Acudieron a este encuentro internacional representantes de las fiscalías de los 28 Estados miembros, incluyendo 16 fiscales generales. Asimismo estuvieron presentes representantes de la Comisión, el Parlamento y el Consejo, y de Eurojust y Europol.
En esta ocasión el Foro Consultivo de Fiscales Generales, —que se constituyó en mayo de 2010 en la sede de la Fiscalía General del Estado en Madrid—, ha debatido acerca de temas como la futura regulación de Eurojust y la Fiscalía Europea. En referencia a este tema hay que destacar que se ha presentado ante el Foro un documento conjunto suscrito por los Fiscales Generales de Bulgaria, Italia, Portugal y España, que aporta nuevos datos a la definición de las prioridades de la UE en materia de criminalidad organizada, de carácter grave, en el marco de la estrategia de Seguridad Interior.
El resultado de estos debates se presenta por cada Presidencia al Consejo de la Unión Europea, que las publica. Con ello se permite poner a disposición de los responsables de la UE la opinión técnica y práctica de los Fiscales Generales en materias propias de su ámbito.